# Deaf To Our Prayers
Deaf To Our Prayers – czwarty album studyjny niemieckiej grupy muzycznej Heaven Shall Burn.

## Lista utworów
1. "Counterweight" - 4:19
2. "Trespassing The Shores Of Your World" - 5:18
3. "Profane Believers" - 3:36
4. "Stay The Course" - 3:56
5. "The Final March" - 4:06
6. "Of No Avail" - 4:56
7. "Armia" - 5:50
8. "mybestfriends.com" - 4:52
9. "Biogenesis (Undo Creation)" - 3:53
10. "Dying In Silence" - 4:20
11. "The Greatest Gift Of God" - 2:42

Utwór bonusowy na japońskiej edycji
- "True Belief" (cover Paradise Lost) - 4:34

Wersja bonusowa
- Zawiera set koncertowy oraz teledysk do utworu "The Weapon They Fear".

## Teledyski
- "Counterweight" (2006)[2]

## Twórcy
Podstawowy skład
- Marcus Bischoff – śpiew
- Maik Weichert – gitara elektryczna
- Eric Bischoff – gitara basowa
- Matthias Voigt – perkusja
- Alexander Dietz – gitara elektryczna

Udział innych
- Patrick W. Engel oraz Ralf Müller wykonali partie gitarowe, basowe, perkusyjne, wokalne oraz klawiszowe podczas sesji nagraniowych do płyty[3].

## Inne informacje
- Album miał w swoich tekstach odniesienia literackie. Sam tytuł zaczerpnięty został z niemieckiej poezji romantycznej. Jak wyjaśniał Maik Weichert: "Tytuł płyty został zainspirowany wierszem Heinricha Heinego opisującym sytuację robotników przemysłowych na Śląsku w XIX wieku. Album dotyka także innych wydarzeń historycznych. Jak choćby utwór "Armia", poświęcony beznadziejnej walce Polaków w powstaniu warszawskim przeciwko okupantowi (niemieckiemu) w 1944 roku. Znów pozostaliśmy z dala od takich tematów jak ból serca, moda i sprawy rodzicielskie - od kiedy wiemy, że są ludzie, którzy chcą używać swojej głowy do headbangingu oraz myślenia"[4].
- Utwór "The Final March" (pol. "Ostatni marsz") oraz następujący po nim "Of No Avail" (pol. "Nadaremnie") dotyczyły Powstania tkaczy śląskich na obszarze Przedgórza Sudeckiego w 1844 roku[5]. Kanwą dla liryków tego utworu był wiersz niemieckiego poety Heinricha Heinego pt.: "Tkacze" (niem. "Die schlesischen Weber"). Inspiracją dla tych utworów był także dramat niemieckiego dramaturga Gerharta Hauptmanna pt.: "Tkacze" (niem. "Die Weber").
- Utwór "Armia" poświęcony został heroicznej walce Polaków podczas powstania warszawskiego w 1944 roku. Jak stwierdził Maik Weichert: "Dla mnie, jako młodego Niemca, obowiązkiem jest nie tylko pamiętać i w jakiś sposób rekompensować błędy popełnione przez mój naród w przeszłości, ale również sprawić, aby takie wydarzenia już nigdy nie miały miejsca"[6]. Wspomnienie powstania warszawskiego został przywołane przez zespół w 2019 na ich oficjalnym profilu w Instagramie[7].
- Utwór bonusowy - cover "True Belief" zespołu Paradise Lost, pochodzi pierwotnie z albumu Icon (1993)[8].